# Бонітарна власність
Бонітарна власність (лат. in bonis habere) — володіння майном не по квіритському праву, а на засадах права більш пізнього періоду. Консервативний характер права власності квіритського не тільки не сприяв цивільному обігові, а й стримував розвиток права власності. Право квіритської власності набувалося лише спеціальними правовими засобами — манципацією і поступкою права — in jure cessio. Проте з розвитком цивільного обігу зазначені правові форми переходу права власності від однієї особи до іншої стали надто громіздкими.

Продавець і покупець хотіли здійснити операцію якомога швидше і передавали таку річ шляхом простої передачі (traditio). У таких випадках претор закріплював набуті речі в складі майна добросовісних набувачів (in bonis) незалежно від способу їх придбання та дотримання формальних процедур.